# Новосёловка (Валковская городская община)
Новосёловка (укр. Новоселівка), село, 
Благодатненский сельский совет,
Валковский район,
Харьковская область.
Код КОАТУУ — 6321281005. Население по переписи 2001 г. составляет 42 (15/27 м/ж) человека.

## Географическое положение
Село Новосёловка находится в начале балки Общая, по которой протекает пересыхающий ручей, один из истоков реки Чутовка, в 2 км от села Крутая Балка.

## История
- 1857 - дата основания.

## Экономика
- В селе есть молочно-товарная и свинотоварная фермы.